# Chrysopelea taprobanica
Espèce
Chrysopelea taprobanica  est une espèce de serpents de la famille des Colubridae.

## Répartition
Cette espèce est endémique du nord du Sri Lanka. Elle est présente jusqu'à 200 m d'altitude.

## Description
Chrysopelea taprobanica est un serpent ovipare. Comme les autres membres de ce genre, il est capable d'effectuer des vols planés en se lançant d'une branche pour se réceptionner sur une autre branche ou au sol. Il s'agit d'une espèce diurne et arboricole.

## Chrysopelea taprobanicaet l'Homme
Un bilan réalisé en 1998 faisait état d'une aire de répartition en baisse de plus de 20 % sur les 10 années précédentes. La principale cause de cette diminution était l'agriculture sur brûlis. Le déclin annoncé pour les 10 années à venir était de 20 % sur la population totale de cette espèce. En plus de la perte de son habitat et la fragmentation de celui-ci, l'évolution du climat et la sécheresse faisaient également partie des pressions exercées sur cette espèce.

## Publication originale
- Smith, 1943 : The Fauna of British India, Ceylon and Burma, Including the Whole of the Indo-Chinese Sub-Region. Reptilia and Amphibia. 3 (Serpentes). p. 1-583.